# 濱松敏廣
濱松 敏廣（はままつ としひろ、1976年7月2日 - ）は、東京都板橋区出身の男性音楽家、俳優、社会活動家。
音楽制作会社MACH2代表取締役。特定非営利活動法人維新隊ユネスコクラブ理事長（2008年8月- ）。同団体活動ステップアップ塾塾長（2014年4月- ）

## 略歴
クラリオン&フジテレビ主催オーディション「Web Scholarship ClarionMEDAMA2004」グランプリ受賞バンド「QP-DESIGN」で音楽家としてメジャー・デビュー。ベース演奏と一部楽曲の作詞作曲を担当した。
その後、同バンドを引き継ぐ形で結成されたバンド「エフカ」のメンバーと共に「有限会社efca」を設立。
エフカは、篠崎誠監督制作のMV「モラトリアムブルー」（出演：和田聰宏、松尾れい子）や井口昇監督制作のMV「日々博覧会」（出演：竹中直人、和田聰宏、杉浦亜紗美、デモ田中）など、大胆にショートムービーを取り入れたPVで話題を博すも、ほどなく解散。
以後、テレビや映画・コマーシャルメッセージなどを扱う音楽制作会社の代表を務めながら制作活動を行う。同時に独特の風貌を買われ『殺しのはらわた MASTER OF KILLER』で映画デビュー。2008年、板前役として出演した『片腕マシンガール』（井口昇監督）が公開されると、ウガンダ・トラの遺作となった嶋大輔主演「ロックンロール★ダイエット!」では丸川役として配役された。
2010年、後に妻となる星廼ワカコ・諸橋邦行とのバンド、．カムノオトのメンバーとして、ベースとギターの演奏、作曲、編曲等を担当しつつ、全国47都道府県をまたぐストリートライブツアーと、そのドキュメンタリー映画「UCHI-BENKEI」を撮影・編集したが、帰京三ヶ月後に起こった東日本大震災によりスポンサーの大多数が離れたため、編集・製作を中断。
以来、自身が理事長を務めるNPOでの社会活動に精力を注ぎ、その活動が評価をされたことから(公社)日本ユネスコ協会連盟の役員として抜擢(2013-2014)され、特に国内の教育格差問題に取り組んだ。
2014年、民間有志からの寄付をもとに、東京都新宿区で食事つき個別指導型無料塾「ステップアップ塾」を設立。
2018年、週に一度のステップアップ塾と共存する形で平日フル稼動のできるスタイルを追求し、食事つきトレーラーハウス自習室「STUDY CAMP」を西早稲田の地に設立した。
2022年、東京富士大学のイベント学科にて非常勤講師としてフィールドワークの授業を受け持つ。

## 出演

### 映画
- 殺しのはらわた MASTER OF KILLER（2006年）
- 片腕マシンガール（2008年）- 板前役
- ロックンロール★ダイエット!（2008年）

### CM
- クラリオン ADDZEST カーナビゲーションシステム MAX950HD
- ウェブ・スカラーシップ クラリオンMEDAMA2005

## 音楽活動

### バンド歴
- QP-DESIGN（2002年 - 2007年）
- エフカ（2007年 - 2008年）
- ．カムノオト（2008年 - ）

## その他
2009年5月、池袋西口公園で企画した「ゴミが減るじゃんプロジェクト　GHP祭'09」を主催した。このイベントをきっかけとし、泉谷しげると親交を持っている。